# Lespontès
Le ruisseau de Lespontès est un cours d'eau qui traverse le département des Landes et un affluent gauche de l'Adour dans le bassin versant de l'Adour.

## Géographie
D'une longueur de 13,8 kilomètres, il prend sa source sur la commune de Bélus (Landes), à l'altitude 100 mètres.
Il coule du sud-est vers le nord-ouest et se jette dans l'Adour à Saubusse (Landes), à l'altitude 5 mètres.

## Communes et cantons traversés
Dans le département des Landes, le ruisseau de Lespontès traverse quatre communes et deux cantons, dans le sens amont vers aval : Bélus (source), Saint-Lon-les-Mines, Orist et Saubusse (confluence).
Soit en termes de cantons, le ruisseau de Lespontès prend source dans le canton de Peyrehorade et conflue dans le canton de Dax-Nord.

## Affluents
Le ruisseau de Lespontès a un affluent référencé :
- le ruisseau de Lastres (rd) à Orist.